# Morgan Alling

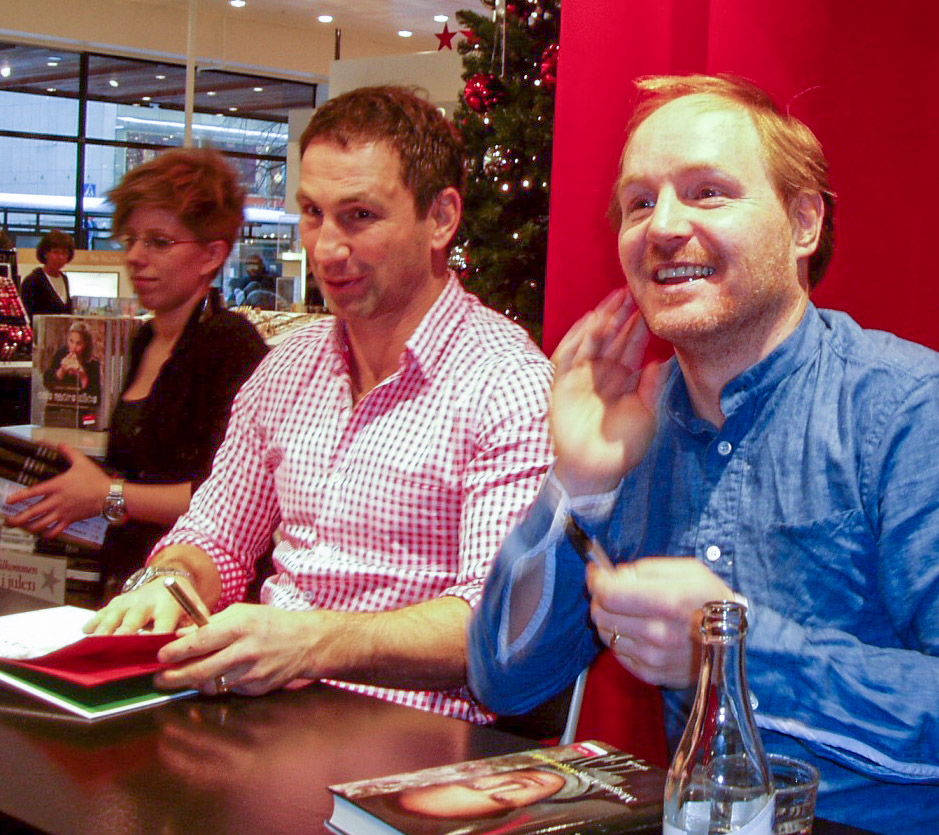
Morgan Alling (till höger) och Paolo Roberto (till vänster) signerar sina böcker på Åhléns i Stockholm 2010.

Sven Robert Morgan Alling, ursprungligen Persson, född 8 juni 1968 i Mölndal, är en svensk skådespelare, manusförfattare och regissör. Han är brorson till Siw Malmkvist.

## Biografi
Alling studerade vid Teaterhögskolan i Malmö 1987-1990. Han har senare arbetat ihop med sin forne klasskamrat Lasse Beischer och de har medverkat tillsammans i flera olika TV-produktioner. En tidig humorserie var Fritt Fall men deras genombrott blev Tippen, som var sommarlovsprogram i SVT 1993-1994. Ett annat program han medverkade i var ett förprogram inför julkalendern Mysteriet på Greveholm 1996.
Våren 2009 deltog Alling i TV4-programmet Let's Dance, i vilket han slutade som trea. Våren 2015 deltog Alling återigen i Let's Dance, där han i finalen slutade på en andra plats, efter Anton Hysén.
I sitt sommarprogram den 25 juli 2009 berättade Morgan Alling om sin svåra uppväxt i foster- och barnhem. 1972, fyra år gammal, sändes han till Vidkärrs barnhem i Göteborg.
År 2010 var Alling en del av juryn i programmet Jakten på Julia, i samband med att han skulle sätta upp musikalen Romeo och Julia på Göta Lejon i Stockholm. Samma år gavs hans bok Kriget är slut ut av bokförlaget Forum. År 2011 var Morgan Alling med i TV 3:s program Det blir bättre i samarbete med Rädda Barnen. Alling var programledare för serien Morgans mission på SVT 2016, där han ledde ett projekt mot mobbning i skolan. Följande år ägnade sig programmet istället åt att hantera mobbning på arbetsplatser.
Alling bor på Södermalm i Stockholm, där han skriver, regisserar och spelar i teater-, film- och TV-uppsättningar. Han har fyra barn tillsammans med sin fru Anna-Maria.

## Filmografi

### Roller och medverkan
- 1993–1994 – Tippen
- 1996 – Torntuppen
- 1996 – Den vita lejoninnan
- 1999 – En dag i taget
- 2000 – Gossip
- 2001 – Anderssons älskarinna
- 2002 – Taurus
- 2003 – Ramona
- 2004 –  Höjdarna (Julkalendern, dockskötare)
- 2004 – Kogänget (röst)
- 2005 – Tjenare kungen
- 2005 – Lite som du
- 2005 – Lasermannen (TV-serie)
- 2005 – Lovisa och Carl Michael (TV-serie)
- 2006 – Möbelhandlarens dotter (TV)
- 2006 – Kronprinsessan (TV-serie)
- 2006 – LasseMajas detektivbyrå (TV-serie)
- 2006 – Göta kanal 2 – kanalkampen
- 2007 – Lögnens pris (TV-serie)
- 2007 – Hjälp! (TV-serie)
- 2007 – Arn – Tempelriddaren
- 2008 – Arn – Riket vid vägens slut
- 2008 – Oskyldigt dömd (TV-serie)
- 2009 – Hjälp! (TV-serie)
- 2010 – Jakten på Julia (TV-serie)
- 2011 – Gäster med gester (TV-serie)
- 2011 – Cirkus Imago (TV-serie)
- 2012 – Sune i Grekland
- 2013 – Sune på bilsemester
- 2014 – Bamse och tjuvstaden (röst)
- 2014 – Sune i fjällen
- 2015 – Cirkus Imago – en chans på miljonen
- 2015 – Morgans mission (TV-serie)
- 2016–2017 – Gåsmamman (TV-serie)
- 2016 – Bamse och häxans dotter (röst)
- 2016 – Sing (röst)
- 2017 – Klassfesten (TV-serie)
- 2018 – Videomannen
- 2018 – Lingonligan (TV-serie)
- 2018 – Bamse och dunderklockan (röst)
- 2020 – Sommaren 85 (TV-serie)
- 2021 – Bäst i test (TV-serie)
- 2021 – Sing 2 (röst)

### Regi
- 2007 – Tack gode gud
- 2010 – Cirkus Imago, SVT

## Teater

### Roller (ej komplett)
| År   | Roll                    | Produktion                                                        | Teater                              |
| ---- | ----------------------- | ----------------------------------------------------------------- | ----------------------------------- |
| 1990 |                         | Nicholas Nickleby David Edgar efter Charles Dickens roman         | Göteborgs stadsteater               |
| 1991 |                         | Oliver                                                            | Studioteatern, Malmö                |
| 1994 |                         | Clowner - En improvisation                                        | Egen produktion, Turné hela Europa  |
| 1995 |                         | Commedia                                                          | Egen produktion, Turné hela Sverige |
| 1995 |                         | Kaninföderskan från Godlyman                                      | Teater Sagohuset                    |
| 1996 |                         | Paradisets barn                                                   | Malmö Stadsteater                   |
| 1996 |                         | Kärleksbarn                                                       | Östgötateatern                      |
| 1996 |                         | Hamlet - om vi hinner 2.0                                         | Teater Halland                      |
| 1998 |                         | Erik XIV                                                          | Teater Halland                      |
| 2000 | Pistol                  | Muntra fruarna i Windsor William Shakespeare                      | Stockholms stadsteater              |
| 2000 | Pistol                  | Henrik V                                                          | Stockholms Stadsteater              |
| 2000 |                         | Scapin                                                            | Dramaten                            |
| 2000 |                         | Skattkammarön Robert Louis Stevenson                              | Dramaten                            |
| 2002 |                         | Hustruskolan Molière                                              | Dramaten                            |
| 2003 |                         | Romeo och Julia (Mercutio) William Shakespeare                    | Dramaten                            |
| 2003 |                         | En magisk jul (Tim) Morgan Alling                                 | Dramaten                            |
| 2003 | Nathan                  | Farmor och vår Herre (Nathan) Hjalmar Bergman                     | Dramaten                            |
| 2004 | Alex                    | A Clockwork Orange 2004 Anthony Burgess                           | Dramaten                            |
| 2004 |                         | Köpmannen i Venedig William Shakespeare                           | Dramaten                            |
| 2005 | Vesiren                 | Sultanens hemlighet Tawfiq al-Hakim                               | Dramaten                            |
| 2007 | Babinsky Paul           | Blanche och Marie Per Olov Enquist                                | Dramaten                            |
| 2007 |                         | Slapstick                                                         | Rival, Stockholm                    |
| 2009 | Wilbur Turnblad         | Hairspray Mark Shaiman och Scott Wittman                          | Chinateatern                        |
| 2011 | Truffaldino             | Två herrars tjänare Carlo Goldoni                                 | Dramaten                            |
| 2012 | Herodes                 | Jesus Christ Superstar (Herodes) Andrew Lloyd-Webber och Tim Rice | Göta Lejon                          |
| 2013 | Medverkande             | De 39 stegen (13 olika roller) Patrick Barlow                     | Intiman                             |
| 2015 | Regi, Manus Medverkande | Sune - Kaos i Fredagsmyset (Rudolf)                               | Annexet + Turné hela landet         |
| 2015 | Regi, Manus Medverkande | Sune - Kaos i Fredagsmyset (Rudolf)                               | Turné i hela landet.                |
| 2018 | medverkan               | Såsom i himmelen (Arne)                                           | Oscarsteatern                       |

### Regi (ej komplett)
| År   | Produktion                     | Teater                     |
| ---- | ------------------------------ | -------------------------- |
| 2003 | En magisk jul                  | Dramaten                   |
| 2006 | Maskerade                      | Kungliga Operan, Köpenhamn |
| 2006 | Fraktgods (Johan Wellton show) |                            |
| 2007 | Sultanens hemlighet            | Dramaten                   |
| 2011 | Cirkus Imago säsong 1&2        | SVT                        |
| 2011 | Romeo och Julia - musikalen    | Göta Lejon                 |
| 2012 | En kväll med Brynolf & Ljung   | Södra Teatern              |
| 2016 | Murder Ballad                  | Teater Playhouse           |
| 2016 | Sune - Kaos i Fredagsmyset     | Turné                      |
| 2017 | Sune Jul                       | Turné                      |

## Musik
- 1994 – Gänget från Tippen ella
- 1996 – Lasse och Morgans jul
- 1997 – Lasses och Morgans sopresa (Vann en Grammis)

## Ljudboksuppläsningar (urval)
- 2006 – Fyra folksagor
- 2007 – Snabba cash av Jens Lapidus
- 2007 – Svampkungens son av Marie Hermanson
- 2008 – Mörkrädd av Andreas Roman
- 2010 – Kriget är slut av Morgan Alling
- 2012 – Den krympande hustrun av Andrew Kaufman
- 2012 – Alla mina vänner är superhjältar av Andrew Kaufman
- 2021-2025 Bokserien Musse och Helium av Camilla Brink